# Googleplex

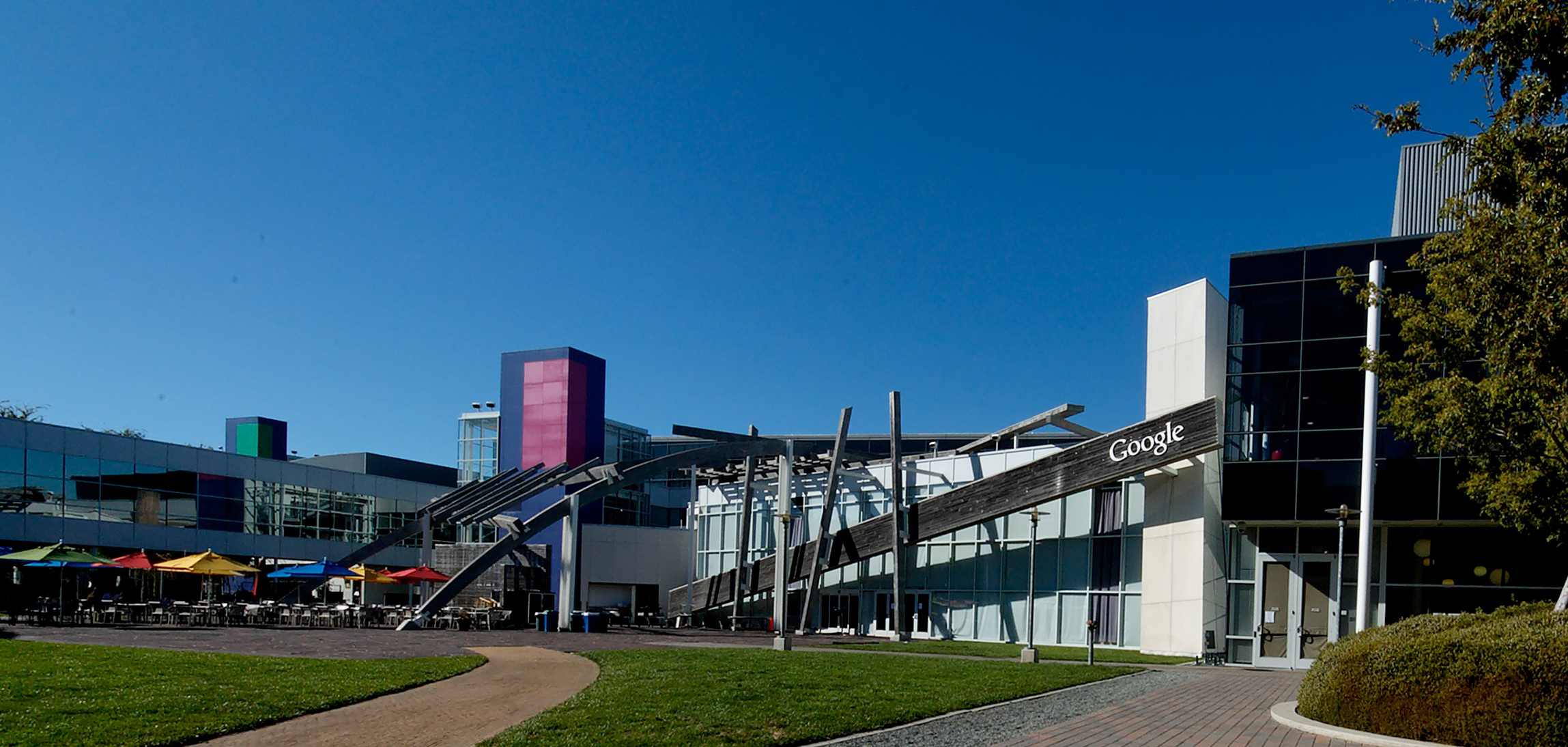
Huvudkontorets innergård.

Googleplex är Googles huvudkontor. Det ligger på 1600 Amphitheatre Parkway i Mountain View i Santa Clara County i Kalifornien.